# 动物管理局
《動物管理局》（英文：Bureau of Transformer）是一部2019年中國大陸網路劇，由愛奇藝、工夫影業、工夫真言影業、天工影業聯合出品，金哲勇、李雅弢聯袂執導，陳赫、王子文領銜主演的都市奇幻輕喜劇。該劇於2017年11月5日在重慶開機，2018年2月8日重慶戲份殺青，後於北京補拍相關戲份，2018年3月17日全劇正式殺青。2019年6月5日於愛奇藝首播。

## 播出時間
| 頻道       | 所在地   | 播映日期      | 播出時間                                |
| ---------- | -------- | ------------- | --------------------------------------- |
| 愛奇藝     | 中国大陆 | 2019年6月5日  | 每周三至周五20:00各更新2集 VIP搶先看6集 |
| 爱奇艺频道 | 马来西亚 | 2019年7月17日 | 星期三至四 20:00 - 22:00（两集连播）    |
| 爱奇艺频道 | 马来西亚 | 2019年7月22日 | 星期一至二 20:00 - 22:00（两集连播）    |
| E樂        | 新加坡   | 2019年9月18日 | 星期一至四 22:00-23:00                  |

## 剧情设定
本剧与工夫影业出品的电影《二代妖精之今生有幸》共享一个世界观，剧集原名《妖怪管理局》，由于审查改名为《动物管理局》，剧中的妖怪改为由动物基因突变而成的超基因生物“转化者”。
剧集设定在一个人类与超基因生物“转化者”（俗称“妖怪”）共存的世界，“转化者”拥有人类和动物两套基因，掌握细胞分子间变换的能力，可以在人类和动物形态中自由转换。两大种族冲突不断，后在公元519年签下和平协议，公元612年共同成立“镇邪司”，此为“动物管理局”前身。
故事发生地明德市活动着近五千名“转化者”，“转化者”需要凭通行许可证才能在明德市范围内活动，要隐藏身份，不能私自现形，扰乱人类社会秩序，危害公众安全。明德市自1978年成立动物管理局，其职责为维护合法“转化者”权益，打击“转化者”违法犯罪，保护“转化者”神秘身份，动物管理局接受各“转化者”报警及咨询，电话号码为10087，人类社会中涉及“转化者”的案件，会通过特殊情报站与动物管理局取得联系。动物管理局的标志性手势为左右手掌平行搭在嘴前作捂嘴状，意为“敬礼”，工作人员由“转化者”组成，常规武器为可以发射麻醉子弹和捕兽网的伸缩雨伞，在执行任务后会对看见该过程的人类用失忆喇叭以“洗脑神曲”作记忆清除。剧中主人公所在的明德市动物管理局第三分局，位于明德市河西区平安大街46号“金海豪庭洗浴中心”楼下，对外是《动物保健月刊》杂志社，负责人称为“社长”，下设治安组、刑事组、信息处理中心、户籍中心、医疗科，其中医疗科的所在地在杂志社对面的“好帮手”成人用品店内。

## 每集标题
| 集数 | 中文标题                 | 英文标题                             |
| ---- | ------------------------ | ------------------------------------ |
| 01   | 我被一家动物杂志社绑架了 | Kidnapped by An Animal Magazine      |
| 02   | 现在！立刻！马上！       | Now!Now!Now!                         |
| 03   | 这是爱情的味道           | Mm...smells like love                |
| 04   | 要么放了我，要么杀了我！ | Release me or kill me                |
| 05   | 富仇者联盟               | The Avengers                         |
| 06   | 你大腿看起来很好抱       | Look at these legs! May I?           |
| 07   | 似是故人来（上）         | Sommersby Part 1                     |
| 08   | 似是故人来（下）         | Sommersby Part 2                     |
| 09   | 浪漫的事                 | A million ways to fall in romance    |
| 10   | 突然的自我               | Every donkey have its day            |
| 11   | 迟到的处决（上）         | A late execution Part 1              |
| 12   | 迟到的处决（下）         | A late execution Part 2              |
| 13   | 我真的真的不是人         | Seriously, I'm not human             |
| 14   | 武林萌主                 | Master of the Forests                |
| 15   | 家                       | Home                                 |
| 16   | 有一种瘾，叫爱情（上）   | There is a disease named love Part 1 |
| 17   | 有一种瘾，叫爱情（下）   | There is a disease named love Part 2 |
| 18   | 拜见黄鳝家族             | Meeting eel family                   |
| 19   | 超级卞卞卞               | Super fast                           |
| 20   | 孤独的人是可耻的（上）   | Lonely people are losers 1           |
| 21   | 孤独的人是可耻的（下）   | Lonely people are losers 2           |
| 22   | 我本善良                 | My heart is pure                     |
| 23   | 迷雾（上）               | Mist Part 1                          |
| 24   | 迷雾（下）               | Mist Part 2                          |

## 演員列表

### 主要演員
| 演員   | 角色              | 物種        | 介紹 |
| 陳赫   | 郝運              | 人類/朱雀子 | 明德三局治安組實習探員，后成为正式探员。出生于1992年9月5日，五岁时父母在火灾中丧生，成为孤儿，与一只边牧狗“四爷”相依为命，经营“郝一针宠物诊所”，经常收养流浪动物，性格慫萌，油嘴滑舌，卻又精於人情世故，口头禅是“我有一个不成熟的小建议”。原本是人類世界的一名獸醫，在一場貓咪配種事故中因無法被清洗記憶，被迫以人类的身份加入動物管理局当实习探员，起初不断想办法逃跑，后来在动物管理局中感受到了家庭般的温暖而决定留下，因总局调查从而令全局上下将其伪装成“转化者”虎精身份。在和搭档吳愛愛经历了一樁樁啼笑皆非的案件偵破行動后，两人从水火不容到互生情愫，就在恋爱关系逐渐明朗之際，郝運因意外而察觉到了自己的超能力，一樁牽扯郝運身世的轉化者大案浮出水面。 |
| 王子文 | 吳愛愛            | 黃鱔        | 明德三局治安組探長。真實身份是黃鱔，雌雄同體，姥姥吴极限是亚太地区妖怪联合组织秘书长。性格急躁火爆，口头禅是“现在！立刻！马上！”，穿着不修边幅，大大咧咧，但却最害怕臭虫。平時以女性形态出现，當心跳超過180的時候會變成男性，遇到危急关头时会大量运动加速心跳变身提升战斗力，在心动时刻心跳上升也会被动变身。在一次行动中偶然遇到了人類身份的獸醫郝運，并渐渐恋上了这个当初万分嫌弃的搭档。然而，黄鳝家族22岁成年后性别彻底逆转的天性，让两人的感情面临严峻的考验。 |
| 唐曉天 | KEVIN周（周凯文） | 驴          | 明德三局刑事組探長，明星探员，“禁酒大使”。办事干劲十足，多次被评为“优秀探员”，视吴爱爱为竞争对手。平时说话喜欢夹杂英文，追求生活品味，爱骑机车，口头禅是“我的字典里就没有**”。原名周黑丫，来自八犊子村东驴屯，报考动物管理局时因虚荣心冒认为黑豹精，并改身份为来自伦敦的Kevin，直到後來才承認自己驢妖的身份。刚加入动物管理局时被当时的上司劉小紅舍身相救，自此心裡一直喜歡劉小紅。 |
| 孔宋今 | 劉小紅            | 松鼠        | 明德三局戶籍中心主任，后升为副社长。真實身分為松鼠，平日喜欢嗑瓜子，原为三局的刑事組組長，帶領並救過周探長，结婚生子后转文职工作，两年前丈夫失踪，成了單親媽媽，對周探長也有好感。 |
| 譚泉   | 段未然            | 蝙蝠        | 明德三局信息處理中心主任，人称“段老师”。高冷沉默科技宅男，不常露面，入职三年来一直呆在三局，24小时不离岗，从未请一天假。動物形態是一隻蝙蝠，作為夜行動物，全年無休的他需要每時每刻都呆在監控前，密切關註一切動態，掌握並研發能夠清除人類記憶的高科技技術。形象清冷疏離，表面沉默寡言，但经常在监控室里用扩音器参与外面同事谈话，并與其他探員毒舌互懟。在未加入动物管理局前与人类女孩姜辛相识，相爱而不能爱，三年后在社长的默许下走到了一起。 |
| 黄一琳 | 萬曉娟            | 兔子        | 萬曉娟是一隻可以化作人形的兔子精，且是個妖嬈的萬人迷。表面上是成人用品專賣店老闆娘，实际上是明德三局醫療科科長。有著一張看不出年紀的美艷臉蛋以及讓所有人動心的完美身材，拥有众多追求者，同時，身為醫療科科長的她做事卻冷艷鎮靜又不失率性態度。与吴爱爱是从小一起长大的闺蜜，是其心事和烦恼的主要倾听者。 |
| 龍斌   | 李正宗            | 小浣熊      | 明德三局社长。真實身分小浣熊。老好人，关心体贴下属，喜歡打LOL，ID为“无敌快手李于晏”，但打了多年依舊是青銅級階段。从一开始就知道郝運的身世和真实身份，为了保护郝運而将其留在动物管理局当实习探员。 |
| 黃天元 | 卞梁              | 變色龍      | 明德三局刑事組探員，外号“小卞”，周探長的搭檔。原为小混混，受周探长激励加入动物管理局，崇拜周探长并称其为“老大”。真實身分變色龍。依靠變色能力能夠隱身。只不過隱身的時候只能夠隱藏身體，而無法連衣物一起隱藏，隐身后经常以行走的裤衩形象出现，喜歡萬曉娟，曾向其表白，遭到拒绝。 |

### 其他演員
| 演員   | 角色          | 物種          | 介紹 | 登場集數      |
| 海一天 | 常老大        | 人類          | 機車黨黑幫老大，有一隻名貴愛貓安吉拉，因想給愛貓配種故進入郝一針寵物診所，然而卻受其所騙。 | 1-3           |
| 樓雲飛 | 黃加飛        | 加菲貓        | 身形看似笨拙實際卻行動靈活，多次躲過動管局的抓捕。因涉嫌走私酒精罪，在一次抓捕行動中，被動管局成功緝拿，後又在獄中逃脫。曾受朱雀親信老肆旨意，偷走坤沙大批雄黃35號酒。 | 1、16         |
| 張子賢 | 劉國棟        | 水熊蟲        | 587岁，地表最強生命力生物之一，看盡人世滄桑，一心想求死，創下明德市最高自殺紀錄，后因动物管理局帮助，找到另一想自杀的母水熊虫(孫姨)作伴侣而停止自杀计划。 | 2、9、12      |
| 陶慧   | 王露曦        | 狐狸          | 原名王春花，因懷抱夢想離鄉前往都市發展，改名王露曦，後成為明星。 | 2-3           |
| 高華陽 | 李大根        | 狐狸          | 與王春花為青梅竹馬，並留鄉癡守苦等，後發現兩人已屬不同世界，因愛生恨引發矢氣爆炸案。 | 3             |
| 劉凱   | 余澤成        | 金魚          | 水管工老余，有洄游症傾向，失去部分短期記憶，周期性重覆某種行為(長期記憶裡重要之事)。10年前曾在明德電影製片廠(現為元和茶樓)當雜工，好不容易獲得重要角色表演卻因忘詞而錯失機會，因忘不了當年遺憾，故一再引發元和茶樓暴力事件為了一圓當時殘缺之夢。                                                                                                   | 4             |
| 周帥   | 秦禮          | 鵝            | 月河灣社區物業保衛室小隊長，懷有一夜暴富夢想，私下購買彩票長達五年，然而無能之下開始遷怒於富人，故組成富仇者聯盟，策畫大鵝襲人事件，以正義之名，行仇富之實。 | 5             |
| 趙小銳 | 王黑雄        | 黑熊          | 動管總局局長。為解決動管系統資金匱乏問題，開始做起副業，然而創業不盡成功，卻屢敗屢創，最新壯舉是開發「貝貝熊蜂蜜」。其姪女曾被張新剛猥褻。 | 6、12         |
| 鞠泓宇 | 張新剛        | 泰迪狗        | 原明德大學講師，因性騷擾女學生遭校方開除，但終究隱藏不了其好色本性，多次在深夜潛入民宅，對獨居女性進行抱腿猥褻，故有「明德老流氓」稱號。其犯案手法為：變作泰迪，每周六下午流連於三大作案地點(月河公園、陽光小區、星星家園)，鎖定目標美腿，通過賣萌求人收養，深夜再變回人形實施猥褻。                                                               | 6             |
| 陈芋米 | 許智/胡笑     | 蚯蚓          | 郝運的青梅竹馬，利用蚯蚓分身，過著兩種不同的人生，在夢想與現實之間掙扎。 | 7-8、22       |
| 王婷   | 孫姨          | 水熊蟲        | 363歲，屢屢自殺皆無效，後被郝運撮合下與劉國棟相依為伴。 | 9             |
| 孔雁   | 孫晴/孫清     | 攝魂蜂        | 原名孫清，男性，朱雀狂熱追隨者，因屢次製造危險事件而被動管局通緝，後逃往泰國做變性手術，改名孫晴。為了報復當年圍剿朱雀集團的動管局探員，伺機返國，當上明德市穆佳醫院急診室護士長，藉由其唾液的神經毒素操控他人意識，打著朱雀名號，製造多起恐怖事件，煽動社會情緒，而其真正目的是要一舉殲滅動管局交流大會的眾領導人。最後被朱雀親信老肆在獄中殺害。 | 12            |
| 郭京飞 | 孫絕妙        | 人類          | 自稱孫悟空第七十六代玄孫，實則為縣裡耍猴的，靠著耍嘴皮特性沉迷微信眾籌。 | 13            |
| 柏智杰 | 康康          | 熊貓          | 10年前經專業人士救助後，成為明德市動物園鎮園之寶。因聽了飼養員胡彬書中所描述：只要能戰勝江湖上武力最高強的三大惡人(無敵快手李老頭、天機神算馮不瞎、青龍白虎呂大刀)，就能得到起死回生的仙丹。為了能治好他的病與其長久相伴，故從動物園失蹤加入葉問武館成為第342期學員。然而得知真相後，選擇回到動物園珍惜眼前生活。                                  | 14            |
| 李彥   | 胡彬          | 人類          | 明德市動物園熊貓飼養員，因身體得病即將離職，慨於過往生活經驗，透過書寫化作一本武俠書「未竟的江湖」，閒暇之餘念給康康聽，實則以書暗示自己想多活幾年與康康相伴。 | 14            |
| 劉超   | 鬣哥          | 流浪狗        | 因與主人走失，從此棄善從惡，成立流動犯罪組織「悍狗幫」，試圖打造「家」的溫暖，然而燒殺搶掠無惡不作。 | 15            |
| 郭沛志 | 章建設        | 液態章魚      | 擁有超強模仿力，能變成任何人的樣貌。在坤沙手下做事，為了幫老闆徹查雄黃35號酒失竊事件，偽裝成周探長緝酒卻毫無進展，進而被動管局抓捕。為了戴罪立功，作為線人協助動管局追查此案。 | 16            |
| 項洪   | 坤沙          | 蛇            | 明德市最有名的大毒梟，深居簡出，違禁酒精60%出自他手，製造出雄黃35號酒。而其真實身分並非坤沙，坤沙為其先生，死於一場交易衝突，為了掩蓋事實及維護先生威名，故繼承其先生名字，然而生意卻越做越大。 | 16-17         |
| 李參天 | 哈探員        | 狗            | 動管總局緝酒組明星探員，因坤沙一案被派至明德三局指揮緝酒臥底行動。 | 17            |
| 徐歡   | 強仔          | 蟑螂          | 坤沙心腹。 | 17            |
| 鳳小岳 | 喬治          | 黃鱔          | 清元市動管二局總探長，與吳愛愛從小一同長大成為閨蜜，後配合愛愛上演一齣逃婚戲碼。 | 18            |
| 李逸男 | 卞閃閃        | 變色龍        | 因考探員屢試不中，故開了偵探事務所混口飯吃，以「曝曝俠」身分窺人隱私，揭發一樁樁不為人知事件。與卞梁是好兄弟，兩人深談後，卞梁回憶起當年閃閃一心想當正義使者的豪情壯語，而如今卻只是披著正義之皮，行偷窺之實，走邪門歪道以獲得被重視及存在感，偏離本心，最後卞梁勸其回歸初心。                                                                     | 19            |
| 李沁謠 | 姜辛          | 人類          | 在公車上與段未然相遇，聊得投機而互生好感漸喜歡上彼此，後考上新聞記者，意外發現段未然真實身分。 | 11、20-21     |
| 薛祺   | 楊立德        | 鱷魚          | 明德市中心醫院心臟外科醫生，與萬曉娟同一所醫學院畢業，修習人類臨床醫學，因其學習成績優異，校長特為其背書可至人類醫院貢獻所學。從小父母離婚，母親帶走他扶養長大，而父親帶走妹妹(楊立珊)。在酒吧街殺人案中，為了幫妹妹掩蓋罪行而變造事故現場偽裝成車禍，後被朱雀親信老肆於醫院殺害。                                                                 | 22            |
| 高煜霏 | 楊立珊        | 鱷魚          | 楊立德妹妹，父母離婚後由父親帶大變成不良少女，本靠著哥哥金援維生，後參與酒精製毒買賣，因酒精毒癮發作造成神智癲狂而殺死酒吧街的一對情侶。 | 22-24         |
| 周鐵   | 馬尾男 (老肆) | 邊牧狗 (四爺) | 真實身分為朱雀親信老肆，引爆酒吧街殺人案，製造全城混亂，擾亂動管局注意力，最終目的要劫獄救出朱雀。以狗(四爺)的形式潛伏於郝運身邊長達18年，實則為了保護他。 | 12、15、22-24 |

## 電視劇歌曲
| 曲序 | 曲目                       |                      | 作曲                    | 演唱       |
| ---- | -------------------------- | -------------------- | ----------------------- | ---------- |
| 1.   | 神奇动物酒吧（主题推广曲） | 郭一凡               | Matzka、郭一凡、Ari阿瑞 | Matzka     |
| 2.   | 自己的英雄（真心版片尾曲） | 郭一凡、张晨子、李婉 | 郭一凡                  | 郭一凡     |
| 3.   | 我想你（心動版推廣曲）     | 郭一凡、跳跳         | 郭一凡                  | 沈月、譚泉 |
| 4.   | 失物招領（告白版插曲）     | 郭一凡、跳跳         | 郭一凡                  | 郭一凡     |
| 5.   | 不必勉强（陪伴版插曲）     | 跳跳                 | 郭一凡                  | 迪迪       |
| 6.   | 粉絲（插曲）               | 肖洋                 | 劉聰、鄭楠              | 央金卓瑪   |
| 7.   | 怕什麼（插曲）             | 跳跳                 | 郭一凡                  | 央金卓瑪   |
| 8.   | 走起来（插曲）             | 郭一凡               | 郭一凡                  | 郭一凡     |
| 9.   | 朋友喝酒唱不夠（插曲）     | 跳跳                 | 郭一凡                  | 脊脊塌     |
| 10.  | 狐狸（插曲）               | 萬曉利               | 萬曉利                  | 萬曉利     |
| 11.  | 一瞬間（插曲）             | 武墨涵、楊哲倫       | 武墨涵、楊哲倫          | 布皮樹     |
| 12.  | 歲月神偷（插曲）           | 金玟岐               | 金玟岐                  | 金玟岐     |
| 13.  | 總有一天我會欺騙你（插曲） | 彭磊                 | 彭磊、唐瑄              | 新褲子     |

## 外部連結
- 动物管理局的新浪微博
- 豆瓣电影上《动物管理局》的資料 （简体中文）